# Бесшипый скат
Бесшипый скат, или фиолетовый скат, или охотский скат (лат. Bathyraja violacea) — вид скатов рода глубоководных семейства Arhynchobatidae. Обитают в северной части Тихого океана. Встречаются на глубине до 1110 м. Их крупные, уплощённые грудные плавники образуют округлый диск с треугольным рылом. Максимальная зарегистрированная длина 107 см. Откладывают яйца. Рацион в основном состоит из донных беспозвоночных. Не являются объектом целевого коммерческого промысла.

## Таксономия
Впервые вид был научно описан в 1935 году как Raja violacea. Видовой эпитет происходит от слова лат. violacea — «фиолетовый». Некоторые авторы считают бесшипого ската и Bathyraja trachouros синонимами.

## Ареал
Бесшипые скаты обитают в северной части Тихого океана в Охотском и Беринговом морях от Командорских и Курильских островов до Хоккайдо, Япония. Это один из наиболее распространённых видов глубоководных скатов, населяющих прикамчатские воды России. Бесшипые скаты — верхнебатиальный вид. Они встречаются на глубине от 20 от 1110 м, преимущественно между 100 и 650 м. В пределах мезобентали отмечено 74,2 % особей. Температурный диапазон в среде обитания колеблется в пределах 0,9—4,2 °C (в среднем 2,42 °C). Повышенная численность скатов наблюдается при температуре воды 3,0—3,5 °C (35,3 %).

## Описание
Широкие и плоские грудные плавники этих скатов образуют ромбический диск с широким треугольным рылом и закруглёнными краями. Ширина диска превосходит его длину. На вентральной стороне диска расположены 5 жаберных щелей, ноздри и рот. На хвосте имеются латеральные складки, тянущиеся от его основания. У этих скатов 2 редуцированных спинных плавника и редуцированный хвостовой плавник. Длина хвоста меньше длины диска. Ростральный угол около 100 °. Дорсальная поверхность диска покрыта мелкими тонкими шипиками, делающей кожу шероховатой, концентрация шипиков по краям и вдоль средней линии больше. Между грудными плавниками и срединной лентой шипиков области голые и гладкие. Межглазничное пространство широкое, вогнутое, почти лишено шипиков. Крупные шипу возле глаз и брызгалец, в центре, а также лопаточные шипы отсутствуют. Срединный хвостовой ряд образован 14—16 шипами. Крайние шипики развиты сильнее, чем центральные. Диаметр брызгалец примерно равен диаметру глаза. Расстояние между наружными краями брызгалец меньше, чем расстояние от кончика рыла до глаза. Расстояние от кончика рыла до заднего края брызгальца почти в 3 раза превышает расстояние между брызгальцами. Хвостовой плавник рудиментарен. Спинные плавники развиты нормально. Пятая жаберная щель имеет форму полумесяца или буквы С; она меньше прочих жаберных щелей. Окраска дорсальной поверхности тела сероватая с лилово-фиолетовым оттенком и бледными отметинами; у живых особей она мраморно-фиолетового цвета. Вентральная сторона белая, гладкая, шипики и неровности отсутствуют.
Максимальная зарегистрированная длина 107 см, а масса 6,3 кг.

## Биология
Эмбрионы питаются исключительно желтком. Эти скаты откладывают яйца, заключённые в роговую капсулу с твёрдыми «рожками» на концах. Поверхность капсулы покрыта мелкими шипиками, расположенными продольными рядами. Длина капсулы составляет около 7—13,2, ширина 5,5—8,6 см. Продолжительность жизни оценивается в 9 лет. Самцы и самки достигают половой зрелости при длине 53,9—73,2 см и 61,2—76,4 см в возрасте 4—6 лет и 5—6 лет соответственно.
Бесшипые скаты — бентофаги, их рацион в основном состоит из донных (крабы-стригуны, бокоплавы, многощетинковые черви) и придонных (креветки, головоногие моллюски) беспозвоночных.
Преследуя свою жертву, глубоководные скаты способны подниматься в толщу воды и при необходимости довольно быстро плавать. Поскольку рот у скатов расположен на вентральной поверхности тела, охотясь за рыбами или кальмарами, они сначала наплывают на свою жертву, затем прижимают её ко дну и заглатывают.

## Взаимодействие с человеком
Эти скаты не являются объектом целевого лова. Попадаются в качестве прилова при глубоководном промысле морских окуней и палтусов с помощью донных ярусов и тралов. В настоящее время отечественная рыбная промышленность практически не использует скатов, тогда как в Японии и в странах Юго-Восточной Азии они служат объектами специализированного промысла. Крупная печень годится для получения жира. «Крылья» используются в пищу в свежем и сушёном виде. Мясо пригодно для производства сурими. Численность глубоководных скатов в прикамчатских водах достаточно велика. Наиболее эффективным орудием их промысла считаются донные яруса. Согласно данным учётных траловых съёмок в прикамчатских водах (1977—1999 гг.) биомасса бесшипых скатов суммарно оценивалась в 60,8 тыс. тонн, при этом в Беринговом море 17300 тонны, У Курильских островов и побережья Камчатки 7400 тонн и в Охотском море 36100 тонн. Бесшипых скатов в прикамчатских водах относят к промысловой категории «обычных», поскольку частота встречаемости вида колеблется от 10 до 50 %. Данных для оценки Международным союзом охраны природы охранного статуса"вида недостаточно.